# ويليام هاريسون رايس
ويليام هاريسون رايس (بالإنجليزية: William Harrison Rice)‏ هو مبشر أمريكي، ولد في 12 أكتوبر 1813 في أوسويغو في الولايات المتحدة، وتوفي في 27 مايو 1862 في Lihue, Hawaii ‏ في الولايات المتحدة.